# Pierre-Marie Deloof
Pierre-Marie Deloof (født 29. september 1964 i Brugge) er en belgisk tidligere roer.
Deloof deltog sammen med Dirk Crois i dobbeltsculler ved OL 1984 i Los Angeles. De vandt klart deres indledende heat, hvorpå de i finalen sikrede sig sølvmedaljerne, kun besejret af Brad Alan Lewis og Paul Enquist fra Holland, mens jugoslaverne Zoran Pančić og Milorad Stanulov fik bronze. Det var den første belgiske OL-romedalje siden 1952.

## OL-medaljer
- 1984:  Sølv i dobbeltsculler